# Agoelskojemeer
Het Agoelskojemeer (Russisch: Агульское озеро) is een bergmeer op de noordelijke hellingen van de Agoelskieje Belki in de Oostelijke Sajan, in het zuidoosten van de Russische kraj Krasnojarsk.
Het meer heeft een lengte van ongeveer 12 kilometer en een breedte van maximaal 1,5 kilometer, een oppervlakte van 8,3 km² en een maximumdiepte van 104 meter. Het ligt op ongeveer 920 meter boven zeeniveau.
De bronrivier Bolsjoje Agoel van de Agoel ontspringt uit het meer en stroomt naar het noorden.
Afgaande op de veelal steil aflopende hellingen in het meer is het van tektonische oorsprong.